# Maria Consagra
Maria Consagra (New York, ...) è un'attrice e regista italiana naturalizzata statunitense, analista del movimento al Laban Institute of Movement Studies (LIMS) di New York.

## Biografia
Negli anni settanta è stata socia fondatrice e attrice del gruppo Farfa diretto da Iben Nagel Rasmussen (Odin Teatret) ed è stata attrice nel Teatro del Sole di Milano, compagnia di teatro per ragazzi. Ha firmato con Paolo Rossi la regia e l'ideazione di alcuni suoi spettacoli. Collabora anche con Luca Ronconi creando movimenti scenici per gli attori. Ha insegnato improvvisazione all'Università di New York. Attualmente insegna alla Scuola d'arte drammatica Paolo Grassi, alla Scuola del Teatro Stabile di Torino e alla Scuola del Piccolo Teatro di Milano. È socia fondatrice e presidente dell'Associazione Laban/Bartenieff Italia.

## Filmografia
- Il grande cocomero, regia di Francesca Archibugi (1993)
- Acquario, regia di Michele Sordillo (1996)
- Le acrobate, regia di Silvio Soldini (1997)
- La parola amore esiste, regia di Mimmo Calopresti (1998)
- L'albero delle pere, regia di Francesca Archibugi (1998)
- La vita altrui, regia di Michele Sordillo (2000)
- Come si fa un Martini, regia di Kiko Stella (2001)

## Teatro
- Il muro, di Pippo Delbono (1989)
- La canzone di Rose, in collaborazione con César Brie